# Winfried Kothe
Winfried Kothe (* 30. Mai 1939 in Sagan) ist ein ehemaliger deutscher Pfarrvikar und Politiker der CDU. Von 1990 bis 1994 war er Mitglied des Thüringer Landtags; 1994 wechselte er zur DSU. 
Nach der Lehre als Elektromaschinenbauer war Kothe von 1960 bis 1965 Diakonenschüler und seit 1964 Diakon. Von 1965 bis 1972 war er Prediger und Gemeindediakon im evangelischen Pfarramt Nottleben. Parallel dazu machte er eine zweijährige Ausbildung an der evangelischen Predigerschule Erfurt. Nach seiner Ordination arbeitete Kothe von 1972 bis 1990 als Pfarrvikar im Evangelisch-Lutherischen Pfarramt Rauenstein. Vom Dezember 1989 bis September 1990 war er Mitglied des Parteivorstandes der CDU-Ost. Ab Mai 1990 war er Gemeindevertreter in Rauenstein. 
Kothe ist Gründungsmitglied des Evangelisch-Lutherischen Diakoniewerks e.V. Sonneberg sowie Mitglied der „Brüderschaft auf dem Lindenhof“ Neinstedt.
Kothe ist verheiratet und hat drei Kinder.
Im November 2007 geriet Kothe in die Schlagzeilen, als er als Kreisvorsitzender des Bundes der Vertriebenen in Hildburghausen gemeinsam mit NPD-Mitgliedern eine Kundgebung am Volkstrauertag abhielt und eine Rede hielt, die von Kritikern als revanchistisch bewertet wurde. Darauf distanzierte sich die zuständige Visitatorin Oberkirchenrätin Marita Krüger von der Föderation Evangelischer Kirchen in Mitteldeutschland (der heutigen Evangelischen Kirche in Mitteldeutschland) von ihrem ehemaligen Geistlichen.